# Trần Văn Tuân (Quảng Bình)
Trần Văn Tuân (sinh ngày 16 tháng 7 năm 1959) là chính trị gia người Việt Nam. Ông nguyên là Chủ tịch Ủy ban Mặt trận Tổ quốc Việt Nam tỉnh Quảng Bình khóa 12 nhiệm kì 2014-2019, nguyên Phó Chủ tịch Ủy ban nhân dân tỉnh Quảng Bình nhiệm kì 2011-2016.

## Xuất thân
Ông quê quán ở xã Quảng Tiên, thị xã Ba Đồn, tỉnh Quảng Bình.

## Giáo dục
Trình độ lý luận chính trị: Cử nhân
Ông có bằng Tiến sỹ Nông nghiệp, chuyên ngành "Chọn giống và nhân giống". Tên luận án tiến sĩ là "Nghiên cứu tuyển chọn bộ giống lúa thích hợp cho các vùng sản xuất lúa chính của tỉnh Quảng Bình", bảo vệ năm 2002 ở Hà Nội, 159 trang. Công trình được hoàn thành và bảo vệ tại Viện Khoa học Kĩ thuật nông nghiệp Việt Nam, người hướng dẫn khoa học là Phó giáo sư, Tiến sĩ Trương Đích.

## Sự nghiệp
Ông gia nhập Đảng Cộng sản Việt Nam vào ngày 25/12/1986, thành đảng viên chính thức ngày 25/12/1987.
Năm 2005, ông là Phó Giám đốc Sở Nông nghiệp và Phát triển nông thôn tỉnh Quảng Bình.
Ngày 8 tháng 7 năm 2011, ông được Thủ tướng Chính phủ phê chuẩn làm Phó Chủ tịch Ủy ban nhân dân tỉnh Quảng Bình nhiệm kỳ 2011-2016. Trước đó ông là Giám đốc Sở Nông nghiệp và Phát triển nông thôn tỉnh Quảng Bình nhiệm kỳ 2004-2011, Ủy viên Ban Thường vụ Tỉnh ủy Quảng Bình.
Ngày 24 tháng 12 năm 2015, tại Hội nghị lần thứ 5 Ủy ban Mặt trận Tổ quốc Việt Nam tỉnh Quảng Bình nhiệm kì 2014-2019, Trần Văn Tuân, Ủy viên Ban thường vụ Tỉnh ủy Quảng Bình, Phó Chủ tịch Ủy ban nhân dân tỉnh được hiệp thương bầu giữ chức vụ Chủ tịch Ủy ban Mặt trận Tổ quốc Việt Nam tỉnh Quảng Bình nhiệm kì 2014-2019.